# Phytomyza athamantae
Phytomyza athamantae är en tvåvingeart som beskrevs av Erich Martin Hering 1943. Phytomyza athamantae ingår i släktet Phytomyza och familjen minerarflugor. Inga underarter finns listade i Catalogue of Life.